# Вейль, Ханс-Юрген
Ханс-Юрген Вейль (нем. Hans-Jürgen Veil; 2 декабря 1946, Людвигсхафен-ам-Райн, Германия) — немецкий борец греко-римского стиля, серебряный призёр Олимпийских игр, трёхкратный чемпион Германии (1971, 1973, 1975) .

## Биография
В 1968 и 1969 годах был вторым на чемпионате Германии, а на чемпионате Европы 1969 года был четвёртым, в 1970 на чемпионате Европы также остался четвёртым. В 1971 году стал чемпионом Германии, в 1972 году был только третьим.
На Летних Олимпийских играх 1972 года в Мюнхене боролся в легчайшем весе (до 57 килограммов). Регламент турнира остался прежним, с начислением штрафных баллов, но сменилось количество баллов, начисляемых за тот или иной результат встречи. За чистую победу штрафные баллы не начислялись, за победу с явным преимуществом начислялось 0,5 штрафных балла, за победу по очкам 1 балл, за ничью 2 или в случае пассивной ничьи 2,5 балла, за поражение с явным преимуществом соперника 3,5 балла и за чистое поражение 4 балла. Как и прежде, борец, набравший 6 штрафных баллов, из турнира выбывал. Титул оспаривали 29 борцов.
Ханс-Юрген Вейль стал сенсацией турнира, прокатился по соперникам катком, в первых пяти встречах всех соперников, включая действующего олимпийского чемпиона Яноша Варгу победив чисто. Однако в шестом круге оступился на болгарине Христо Трайкове (что интересно, во втором круге ему же проиграл и будущий чемпион Рустем Казаков, а сам Трайков в итоге остался лишь пятым). Тем не менее к финальной встрече подошёл на первом месте, и Вейля устраивала и ничья. Однако Рустем Казаков не оставил шансов немецкому борцу, тушировав его на третьей минуте встречи.
| Выступление на Олимпийских играх 1972 года | Выступление на Олимпийских играх 1972 года | Выступление на Олимпийских играх 1972 года | Выступление на Олимпийских играх 1972 года | Выступление на Олимпийских играх 1972 года | Выступление на Олимпийских играх 1972 года | Выступление на Олимпийских играх 1972 года |
| Круг                                       | Соперник                                   | Страна                                     | Результат                                  | Баллы                                      | Всего баллов                               | Время схватки                              |
| ------------------------------------------ | ------------------------------------------ | ------------------------------------------ | ------------------------------------------ | ------------------------------------------ | ------------------------------------------ | ------------------------------------------ |
| 1                                          | Хуан Веларде                               | Перу                                       | Победа Туше                                | 0                                          | 0                                          | 1:51                                       |
| 2                                          | Эдуардо Маггиоло                           | Аргентина                                  | Победа Туше                                | 0                                          | 0                                          | 4:38                                       |
| 3                                          | Луиш Грило                                 | Турция                                     | Победа Туше                                | 0                                          | 0                                          | 2:31                                       |
| 4                                          | Пер Линдхольм                              | Швеция                                     | Победа Туше                                | 0                                          | 0                                          | 8:53                                       |
| 5                                          | Янош Варга                                 | Венгрия                                    | Победа Туше                                | 0                                          | 0                                          |                                            |
| 6                                          | Христо Трайков                             | Болгария                                   | Поражение По очкам                         | -3                                         | -3                                         |                                            |
| 7                                          | Ристо Бьёрлин                              | Финляндия                                  | Победа По очкам                            | -1                                         | -4                                         |                                            |
| Финал                                      | Рустем Казаков                             | Союз Советских Социалистических Республик  | Поражение Туше                             |                                            |                                            | 2:58                                       |

В 1973 году остался четвёртым на чемпионате Европы, в 1974 — на чемпионате мира. На чемпионате Германии 1974 года завоевал серебряную медаль. В 1975 году победил на Гран-при Германии, в 1976 году там же был вторым.
На Летних Олимпийских играх 1976 года в Монреале боролся в легчайшем весе (до 57 килограммов). Регламент турнира остался в основном прежним. Титул оспаривали 17 борцов.
Ханс-Юрген Вейль в первой встрече был дисквалифицирован, а вторую свёл вничью, но победа по дополнительным критериям была отдана соперника, и немецкий борец выбыл из турнира.
| Выступление на Олимпийских играх 1976 года | Выступление на Олимпийских играх 1976 года | Выступление на Олимпийских играх 1976 года | Выступление на Олимпийских играх 1976 года | Выступление на Олимпийских играх 1976 года | Выступление на Олимпийских играх 1976 года | Выступление на Олимпийских играх 1976 года | Выступление на Олимпийских играх 1976 года |
| Круг                                       | Соперник                                   | Страна                                     | Результат                                  | Счёт                                       | Баллы                                      | Всего баллов                               | Время схватки                              |
| ------------------------------------------ | ------------------------------------------ | ------------------------------------------ | ------------------------------------------ | ------------------------------------------ | ------------------------------------------ | ------------------------------------------ | ------------------------------------------ |
| 1                                          | Пертти Уккола                              | Финляндия                                  | Поражение Дисквалификация                  |                                            | -4                                         | -4                                         | 5:31                                       |
| 2                                          | Пер Линдхольм                              | Швеция                                     | Поражение По дополнительным критериям      | 7—7                                        | -3                                         | -7                                         |                                            |

В дальнейшем работал охранником в строительной компании, на настоящее время пенсионер.